# Szászbuda
Szászbuda (románul Bundorf, majd Bunești, németül Bodendorf vagy tájszólásban Bondorf) falu Romániában Brassó megyében.

## Fekvése
Segesvártól 35 km-re délkeletre a segesvár-brassói főút mellett fekszik, Mese, Rádos, Szászfehéregyháza és Szászkeresztúr tartozik hozzá. 15. századi szász gótikus erődített templomát a 19. században átalakították, védőfalát négyszögletes tornyok erősítik.

## Népessége
1910-ben 1022, többségében német lakosa volt, jelentős román és cigány kisebbséggel. A trianoni békeszerződésig Nagy-Küküllő vármegye Kőhalmi járásához tartozott. 1992-ben társközségeivel együtt 2252 lakosából 1321 román, 587 cigány, 260 német és 83 magyar volt.

## Képtár

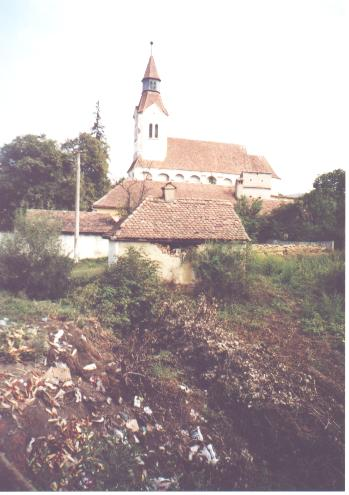
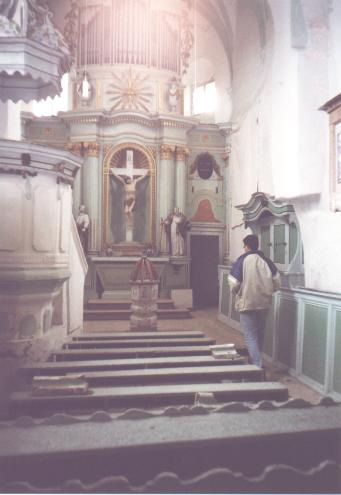
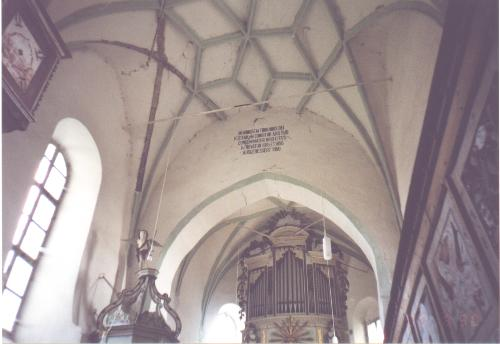